# Tłokinia Wielka
Tłokinia Wielka – wieś w Polsce położona w województwie wielkopolskim, w powiecie kaliskim, w gminie Opatówek. W Tłokini Wielkiej znajduje się zespół szkół .
Według danych z 21 kwietnia 2004 r. wieś miała 442 mieszkańców.
W latach 1975–1998 miejscowość administracyjnie należała do województwa kaliskiego.